# Alois Lutz
Alois Lutz (* 16. Juni 1898 in Wien-Hernals; † 15. Februar 1918 ebenda) war ein österreichischer Eiskunstläufer
Als junger Eisläufer und Eishockeyspieler trainierte Lutz schon früh auf der Wiener Kunsteisbahn Engelmann.
Er ist der Erfinder des nach ihm benannten Eiskunstlaufsprungs Lutz. Erstmals in einem Wettbewerb zeigte er den Sprung im Jahr 1913.
Lutz nahm niemals an einem internationalen Wettkampf teil. Er starb 19-jährig an Lungentuberkulose.